# Culicoides donajil
Culicoides donajil är en tvåvingeart som beskrevs av Vargas 1954. Culicoides donajil ingår i släktet Culicoides och familjen svidknott. Inga underarter finns listade i Catalogue of Life.